# Pelourinho de Miranda do Corvo
O Pelourinho de Miranda do Corvo situa-se na freguesia e no município de Miranda do Corvo, no distrito de Coimbra, em Portugal.
Tendo sido retirado da sua localização inicial, encontra-se nos Paços do Concelho. O pelourinho data do primeiro quartel do século XVI sendo contemporâneo do foral de D. Manuel, datado de 1514.
Em frente da Câmara Municipal existe uma réplica do pelourinho, executada em 2006, por ocasião das comemorações dos 870 anos da primeira carta de foral de Miranda do Corvo.
Está classificado como Imóvel de Interesse Público através do Dec. Nº 23 122, DG 231 de 11 de Outubro de 1933.